# 石川博康
石川 博康（いしかわ ひろやす、1976年11月3日 - ）は、日本の気象予報士。山陰放送（BSS）所属。
妻は、フリーアナウンサーの田中友香理。

## 来歴・人物
島根県立松江南高等学校・大阪市立大学工学部情報工学科卒業後、山陰放送入社。音声・カメラ・送信技術・報道記者を経験。
2009年1月、当時山陰放送で契約アナウンサーとして勤務していた同学年の田中友香理と結婚。
2019年10月に気象予報士資格を取得後、山陰放送の番組に「気象予報士の石川ちゃん」として出演するようになる。（後述）

## 出演番組

### テレビ
- テレポート山陰 - 金曜天気コーナー担当。[2]

### ラジオ
- 午後はドキドキ! - 「3時のお天気ドキ」コーナーに不定期出演。